# Juan de Nova
Juan de Nova  (tiếng Pháp: địa phương Île Juan de Nova hay chính thức Île Juan da Nova), cũng goị là Saint-Christophe, là một đảo nhiệt đới thấp và bằng phẳng có diện tích 4,4 kilômét vuông (1,7 dặm vuông Anh) ở phần hẹp nhất của eo biển Mozambique, khoảng một phần ba quãng đường giữa Madagascar và Mozambique. Tàu thuyền có thể bỏ neo ngoài khơi đông bắc của đảo và có một đường băng dài 1.300 mét (4.300 ft). Về mặth hành chính, đảo là một phần của Các đảo rải rác tại Ấn Độ Dương, một khu vực của Vùng đất phía Nam và châu Nam Cực thuộc Pháp. Đảo có vùng đặc quyền kinh tế (EEZ) rộng 61.050 kilômét vuông (23.570 dặm vuông Anh), đảo cũng được Madagascar tuyên bố chủ quyền. Hòn đảo có quân đồn trú Pháp từ Réunion và có một trạm khí tượng.
Juan de Nova, dài khoảng 6 kilômét (3,7 mi) và rộng nhất là 1,6 kilômét (0,99 mi), là một khu bảo tồn thiên nhiên bị vây quanh bởi các đá ngầm bao quanh một diện tích (không thật sự giống như phá tại một đảo san hô vòng) khoảng 40 kilômét vuông (15 dặm vuông Anh). Các rừng cây, chủ yếu là Casuarinaceae, chiếm khoảng một nửa diện tích đảo.
Đảo được đặt tên theo João da Nova, một đô đốc người Galicia phục vụ cho Bồ Đào Nha đi qua đảo vào năm 1501. Đảo trở thành vùng sở hữu của Pháp từ năm 1897. Tài nguyên
Guano (phosphat) đã được khai thác từ bắt đầu thế kỷ 20 cho đến năm 1970. Hòn đảo bị bỏ hoang trong Thế chiến II và được các thủy thủ tàu ngầm Đức viếng thăm.